# PTT Pattaya Open 2012
 PTT Pattaya Open 2012 var en professionel tennisturnering for kvinder, der blev spillet udendørs på hard court. Det var den 21. udgave af turneringen, der er en del af WTA Tour 2012. Kampene blev afviklet i Pattaya, Thailand fra 5. februar til 12. februar 2012.

## Finalerne

### Damesingle
Uddybende artikel: PTT Pattaya Open 2012 (damesingle)
 Daniela Hantuchová –  Maria Kirilenko, 6–7(4), 6–3, 6–3
- Det var Hantuchova's første titel i 2012 og hendes 5. i karrieren. Hun var også forsvarende mester.

### Damedouble
Uddybende artikel: PTT Pattaya Open 2012 (damedouble)
 Sania Mirza /  Anastasia Rodionova –  Chan Hao-ching /  Chan Yung-jan, 3–6, 6–1, [10–8]